# Peștera Pa'ar
Peștera Pa'ar (în ebraică מערת פער) este o dolină carstică din Galileea superioară, Israel.

## Istoric
Peștera este situată între vârful Adir (parte a lanțului muntos Meron), și kibuțul  Sasa. Dolinele canalizează apa care curge de la pârâul Pa'ar la nivelul apelor subterane.
Peștera face parte dintr-o rezervație naturală 14-dunam, declarată în 1967, care îi poartă numele.Rezervația adăpostește stejari palestinieni (Quercus calliprinos) și  stejari Quercus infectoria, arbuști de păducel aronia (Crataegus azarolus), tufe de trandafirul câinelui (Rosa canina), și flori de bulb Sternbergia.